# Guy Butler
Guy Butler   (Harrow, 25 d'agost de 1899 - St Neots, 22 de febrer de 1981) va ser un atleta anglès que va competir durant la dècada de 1920. Especialista en els 400 metres, en el seu palmarès destaquen quatre medalles olímpiques.
Butler va créixer a Harrow, Middlesex, i va estudiar a la Harrow School, la Reial Acadèmia Militar de Sandhurst i el Trinity College de la Universitat de Cambridge.
El 1920 va prendre part en els Jocs Olímpics d'Anvers, on disputà dues proves del programa d'atletisme. En els 4x400 metres relleus guanyà la medalla d'or fent equip amb Cecil Griffiths, Robert Lindsay i John Ainsworth-Davies, mentre en els 400 metres guanyà la medalla de plata. Quatre anys més tard, als Jocs de París, tornà a disputar les dues mateixes proves del programa d'atletisme, els 4x400 metres relleus i els 400 metres. En ambudes guanyà la medalla de bronze. La seva tercera i darrera participació en uns Jocs Olímpics fou el 1928 a Amsterdam. En aquesta ocasió sols disputà la prova dels 200 metres del programa d'atletisme, en què quedà eliminat en semifinals.
Butler guanyà el campionat britànic de l'AAA en 440 iardes el 1919 i en 220 iardes el 1926. El 1926 va establir el rècord del món de les 300 iardes amb un temps de 30.6".
En retirar-se passà a exercir d'entrenador, alhora que fou un dels pioners en rodar els atletes en acció. Va contribuir en el disseny del White City Stadium i també va treballar com a corresponsal d'atletisme pel The Morning Post fins al 1937, quan es va fusionar amb el The Daily Telegraph.

## Millors marques
- 200 metres llisos. 21.7" (1927)
- 400 metres llisos. 48.0" (1924)[1][2]